# Artabotrys rupestris
Artabotrys rupestris är en kirimojaväxtart som beskrevs av Friedrich Ludwig Diels. Artabotrys rupestris ingår i släktet Artabotrys och familjen kirimojaväxter. IUCN kategoriserar arten globalt som starkt hotad. Inga underarter finns listade i Catalogue of Life.